# Ácratas
Ácratas es una película documental uruguaya del año 2000, y estrenada en 2004 en Argentina bajo la dirección y el guion de Virginia Martínez. No trata precisamente del anarquismo en Uruguay, sino de un polémico movimiento minoritario y autóctono dentro movimiento libertario rioplatense: el anarquismo expropiador de los años 1930, con el que ni el anarquismo clásico de aquellos tiempos estaba plenamente de acuerdo. 
Ha recibido buena crítica por su amplia documentación y por su ritmo que sostiene la atención y refuerza el impacto del filme. La película, largamente celebrada en los ambientes cinéfilos de Buenos Aires y Uruguay, recibió además reconocimientos como el Primer Premio Documental en el Festival Internacional de Cine Hispanoamericano de Trieste o el segundo premio en el Festival "Contra el silencio todas las voces" de México (ambos en el 2000).

## Producción
Este documental independiente y autofinanciado se realiza sobre la base de fotografía, películas de época, materiales de archivo y testimonios de sobrevivientes, familiares, e historiadores, el documental reconstruye narrativamente el derrotero de los anarquistas expropiadores en el Río de la Plata y concretamente en el Montevideo del primer tercio del siglo XX. Incorpora material producto de una amplia investigación realizada en Ushuaia, Buenos Aires, Montevideo y Barcelona. Las fuentes de esa documentación, que incluyen entre otras al Archivo Caruso y a material del Sodre, reciben su adecuado agradecimiento en las constancias finales.
Cuenta con intervenciones de los historiadores anarquistas Osvaldo Bayer, quien ha escrito sobre el fenómeno de los anarquistas expropiadores, Abel Paz, historiador de la revolución española. Se incorporan además grabaciones de la intelectual ítalo-uruguaya Luce Fabbri.

## Argumento
Esta es una historia en dos ciudades, Montevideo y Buenos Aires, con hombres de acción de ambas orillas, en su mayoría migrantes españoles, rusos, alemanes y otros que venían con ideas nuevas, embarcados en violentos operativos mayormente en las décadas del 20 y el 30 como intento de hacerlas realidad. Estos pistoleros románticos, no cometían sus crímenes por beneficio personal sino en aras de una causa justa como ellos la entendían, contra un régimen opresor y represor.
Se enfoca especialmente en la vida de Miguel Arcángel Roscigna, quien fue considerado el más inteligente y reflexivo de los anarquistas expropiadores, quien hacia un planeamiento detallado antes de accionar. Por su intervención directa o no, la película lo muestra en sucesos famosos como el asalto al cambio Messina en Montevideo o la fuga de la penitenciaría de Punta Carretas en 1931 donde, 40 años después, se produjo el escape masivo de Tupamaros y hoy es un centro comercial. Muestra cómo la prensa de la época siguió con desmesurado sensacionalismo las acciones de Roscigna y su "banda" y los hizo ingresar a la crónica roja de Montevideo y Buenos Aires. 
El documental muestra cómo además sus prácticas dividían internamente opiniones, ya que los otros anarquistas y la mayoría de sus colegas en la militancia, los de métodos pacíficos, no aprobaban sus acciones.